# 池田奈月
池田 奈月（いけだ なつき、1973年10月1日 - ）は、関西を中心に活動するアナウンサー。ラジオ関西アナウンサーで、一度退社後大阪テレビタレントビューロー所属となったが、再度復帰している。愛称はなっちゃん。

## 人物
大阪府出身。血液型A型。聖心女子大学文学部卒業。
アナウンサーとしてラジオ関西に入社する。2004年4月に一旦退社してフリーとなり、イベント司会やKCCタレント・アナウンサー養成講座の講師としても活動の場を広げたが、2015年にラジオ関西アナウンサーに復職した。なお、池田の入社後は局アナの採用を一時中止していたが、2018年に22年ぶりに採用を再開した。
2019年3月に気管を患い、4月以降当面の間番組への出演を見合わせることとなった。

## 過去の出演番組（ラジオ関西）
- 三上公也の情報アサイチ!（ラジオ関西）（水・木曜日6：00～10：00）
- 谷五郎のOH!ハッピーモーニング
- とれたて奈月のビタミンK
- AM KOBEハーバーブリッジワイド～RADIO PASTA～
- KOBE サウンドクレパス
- チャチャラジオ
- Coca-Cola J-POPベストヒットファイルSuper
- KOBE MUSIC MAX
- さなえ&奈月のHARBOR CAFE
- ラジ関イブニング池田奈月です
- 時間です!林編集長
- 歌声は風に乗って
- KOBE JAZZ-PHONIC RADIO（火曜17:55～21:00生放送=公開放送時録音の場合もある　アシスタント）

## 過去の出演番組（ラジオ関西以外）
- 金村義明の健康でいてまえ（ラジオ大阪）
- カウントダウンRadio （KBS京都ラジオ）
- ほっとハート!にちよう柴田塾（ABCラジオ）（中継リポーター）

## 過去の出演番組（テレビ出演）
- ニュースONステージ（奈良テレビ）

## 関連人物
- 藤沢俊一郎
- 田中さなえ